# Свинина (присілок)
Сви́нина (рос. Свинина) — присілок у складі Голишмановського міського округу Тюменської області, Росія.
Населення — 36 осіб (2010, 35 у 2002).
Національний склад станом на 2002 рік:
- росіяни — 97 %